# Александрова-Жак, Екатерина Михайловна
Екатери́на Миха́йловна Алекса́ндрова-Жак (урождённая Долго́ва; 1864—1943) — российский политический деятель, революционерка. Первоначально участвовала в народовольческом движении, затем присоединилась к социал-демократам. Делегат II съезда Российской социал-демократической рабочей партии (РСДРП), впоследствии — член Центрального комитета (ЦК) РСДРП. После Октябрьской революции — на культпросветработе. Использовала партийные и литературные псевдонимы «Жак», «Штейн», «Наталья Ивановна», N, NN.

## Биография
В 1884 году примкнула к народовольческому движению, зимой 1890 года приступила к работе в санкт-петербургском союзе молодежи партии «Народной воли» и одновременно в первом женском кружке группы Бруснева. 1894 году привлекалась к дознанию по делу санкт-петербургской «Группы народовольцев» за революционную пропаганду среди рабочих, в 1896 году выслана в северо-восточные уезды Вологодской губернии сроком на пять лет.
В ссылке присоединилась к социал-демократам. В 1902 году, пребывая за границей, вошла в организацию газеты «Искра», впоследствии работала как её агент в России. На Орловском совещании Организационного комитета по созыву II съезда РСДРП (ОК) в феврале 1903 года была включена в состав ОК.
В июле — августе 1903 года — делегат II съезда РСДРП с совещательным голосом от Организационного комитета. На съезде примыкала к искровцам меньшинства.
После съезда — активный деятель меньшевистской фракции РСДРП. В ноябре 1904 года была кооптирована в ЦК партии в составе группы из трёх меньшевиков. В феврале 1905 года была арестована во время совещания ЦК РСДРП, которое проходило на квартире писателя Леонида Андреева. С октября того же года работала секретарём меньшевистской Организационной комиссии.
В 1906 году и в последующие годы правительственной реакции активного участия в революционной деятельности не принимала. В 1910—1912 годах работала в Москве и Санкт-Петербурге. В 1912 году присоединилась к группе венской газеты «Правда» Льва Троцкого. В том же году от имени группы председательствовала в Организационном комитете по подготовке всероссийской социал-демократической конференции, целью которой было объединить все «социал-демократические организации, независимо от фракционных различий и идейных оттенков». Будучи сторонником единства партии, в тот период принимала деятельное участие в создании общей платформы меньшевистской и большевистской фракций. В 1913—1914 годах — секретарь и член редакции журнала Троцкого «Борьба».
Впоследствии отошла от партийной и политической жизни. После Октябрьской революции трудилась в культурно-просветительских учреждениях. С 1924 года — пенсионер.

## Личная жизнь
Была замужем за революционным деятелем и публицистом Михаилом Ольминским (настоящая фамилия Александров, 1863—1933).

## Воспоминания Надежды Крупской
Революционерка Надежда Крупская (1869—1939) вспоминала о периоде подготовки к II съезду РСДРП: «Приехала из ссылки в Олёкме Екатерина Михайловна Александрова (Жак). Раньше она была видной народоволкой, и это наложило на неё определённую печать. Она не походила на наших пылких, растрёпанных девиц, вроде Димки, была очень выдержанна. Теперь она была искровкой; то, что она говорила, было умно».

## Комментарии
1. ↑  Наряду с Розалией Гальберштадт (партийные и литературные псевдонимы — «Фишер», «Франк»).
2. ↑  Совместно с Виктором Крохмалем (партийные и литературные псевдонимы — «Загорский», «Фомин», Z) и Владимиром Розановым («Мартын», «Попов»).